# Уилямсбъргски мост
Уилямсбъргският мост (на английски: Williamsburg Bridge) е висящ мост в гр. Ню Йорк, САЩ.
Прекосява река Ийст Ривър (East River) и свързва градските райони Бруклин и Манхатън. Намира се на север от Манхатънския мост.
Строежът на моста започва през 1896 и завършва през 1903 г. – 3 години преди Манхатънския мост. От откриването му до 1924 г. е най-дългият висящ мост в света.
Мостът поема автомобилно, железопътно и пешеходно движение.
| Мостове над Ийст Ривър    | Мостове над Ийст Ривър | Мостове над Ийст Ривър     |
| ------------------------- | ---------------------- | -------------------------- |
| По на юг Манхатънски мост | Уилямсбъргски мост     | По на север Куинсборо мост |